# Акт о Шотландии 1998 года

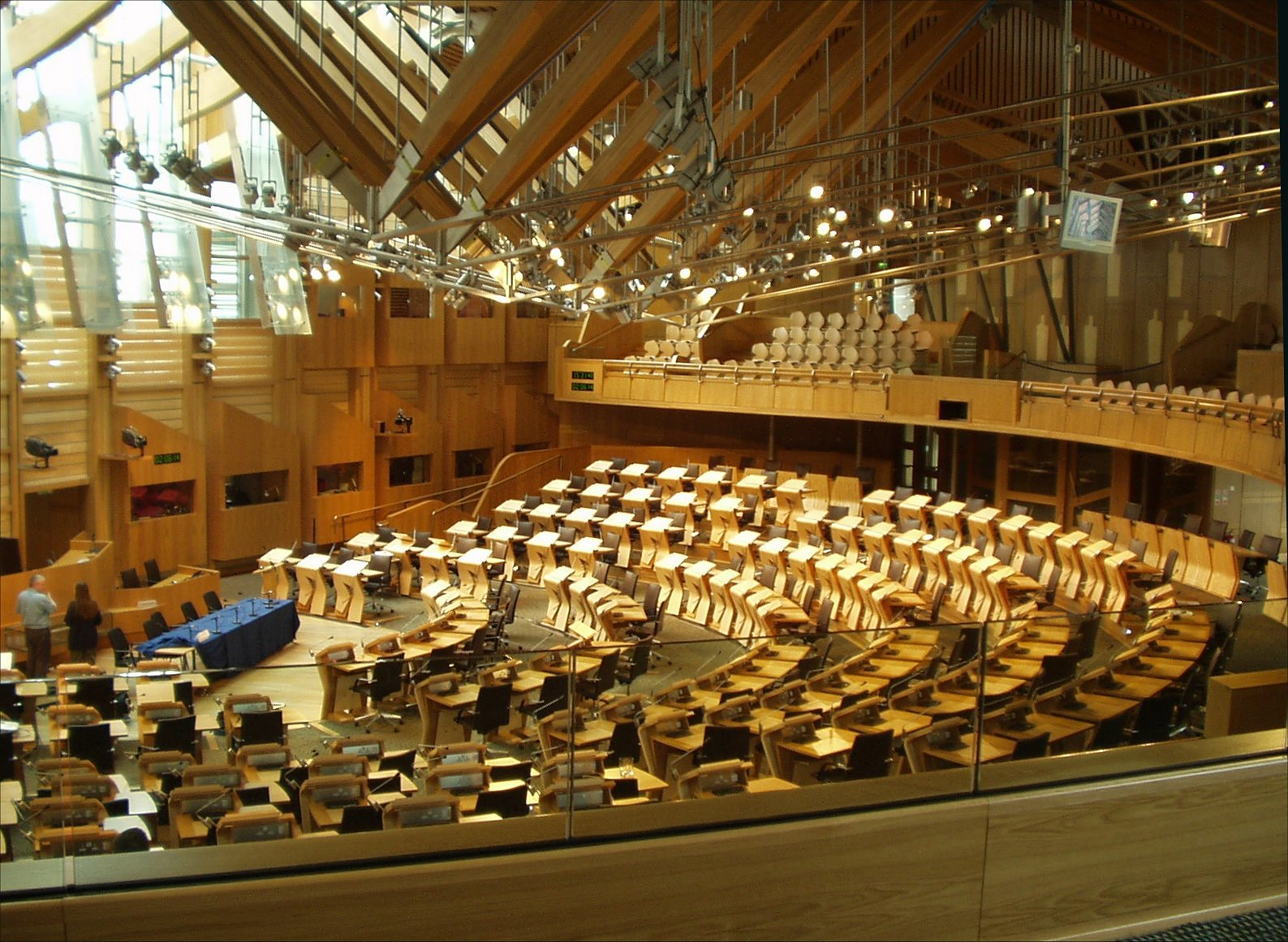
Зал заседаний парламента Шотландии

Акт о Шотландии 1998 г. (англ. Scotland Act 1998) — принятый парламентом Великобритании 17 ноября 1998 г. закон о создании парламента Шотландии, имеющего ограниченное право принимать на территории Шотландии собственные законы и регулировать налогообложение. Закон также создал в Шотландии аналог кабинета министров — Шотландскую администрацию (с 2007 г. — Шотландское правительство). Закон претерпел несколько редакций в 2004, 2012 и 2016 годах.

## История
После образования в 1707 г. Соединённого Королевства, объединившего Англию, и Шотландию, шотландский парламент перестал заседать. С тех пор, идея восстановления собственного парламента стала не только традиционным и популярным лозунгом шотландцев, но и послужила основой национального движения, объединившего различные группы и политические партии Шотландии.
Во второй половине 60-х годов XX века, после открытия нефтяных месторождений в Северном море и первой победы кандидата от Шотландской национальной партии на выборах в Вестминстер, позиции сторонников создания в Шотландии собственного парламента укрепились. В 1969 г. была создана правительственная комиссия с целью изучить различные предложения по изменению структуры управления Шотландией и Уэльсом. После нескольких лет работы с перерывами, Комиссия пришла к выводу (отчёт Килбрандона), что наилучшим решением проблемы стали бы отдельные парламенты, включая отдельный парламент для Англии. В 1978 году была предпринята попытка реализации этих предложений. Парламентом Великобритании был принят закон о Шотландской Ассамблее, однако её создание было поставлено в зависимость от результатов референдума, который следовало провести после принятия закона. Референдум был проведён 1 марта 1979 г., в результате чего, закон о Шотландской ассамблее не набрал необходимого количества голосов (40 % всего населения, имеющего избирательного право) и был отменён.
С 1979 по 1997 гг. у власти в Великобритании находилась консервативная партия, в то время как в большинстве шотландских избирательных округов побеждали представители других партий. Это обстоятельство вызвало дальнейший рост поддержки проекта собственного шотландского парламента.
В 1989 году группа шотландских партий, социальные и общественные организации создали Шотландскую конституционную Kонвенцию, которая сохранила, а затем и развила идею деволюции, выработав и подготовив ряд документов, тексты которых легли в основу правительственных документов о Шотландском парламенте. Работа Конвенции заложила основы Белой книги об восстановлении шотландского парламента 1997 г. и последующего Билля о Шотландии. В Билле 1998 года говорилось о принципах деятельности и правах автономного правительства. Положения, рассматривавшиеся в данных документах, затем легли в основу Акта о Шотландии 1998 г., детально представляющего принципы организации и функционирования парламента Шотландии.
На прошедших в 1997 году выборах в парламент Великобритании победу одержала лейбористская партия. Одним из основных элементов предвыборной платформы лейбористов было создание в Шотландии своего парламента. На проведённом 11 сентября 1997 г. в Шотландии референдуме большинство граждан высказалось за создание парламента Шотландии с правом изменения налогов. Правительство лейбористов внесло проект Акта о Шотландии в парламент Великобритании. Проект был принят 17 ноября 1998 г. и одобрен королевой 19 ноября 1998 г.
В 2004 году в акт были внесены изменения. В 2012 году было принято новое издание закона. После проведения в 2014 году референдума о независимости, по заключению т.н. правительственной «комиссии Смита», работавшей по межпартийным соглашениям о дальнейшей деволюции полномочий Шотландскому парламенту, был принят новый Акт о Шотландии 2016 г, значительно расширивший полномочия Парламента Шотландии в сфере налогообложения, социальной поддержки, выборов и государственных займов, а также закрепивший его постоянный статус в конституции Великобритании.

## Организация шотландского парламента
Акт о Шотландии 1998 года устанавливает для шотландского парламента смешанную избирательную систему: из 129 депутатов парламента 73 избираются в одномандатных округах по мажоритарной системе, а 56 — в многомандатных избирательных районах по пропорциональной системе.
Вся территория Шотландии поделена на 73 избирательных округа, от каждого из которых избирается по одному депутату. Округа группируются в 8 избирательных районов, в каждом из которых должно быть избрано по 7 депутатов. Границы избирательных районов совпадают с избирательными округами по выборам в Европейский парламент. Выборы в избирательных районах проходят по партийным спискам, по системе Хондта (которая также используется на выборах в Европарламент).
Акт о Шотландии вводит в шотландском парламенте пост председателя (Presiding Officer) и описывает общую процедуру принятия законов, однако детальная разработка регламента парламента предоставляется ему самому.

## Полномочия шотландского парламента (в 1998 г.)
Акт о Шотландии 1998 года не содержит закрытого списка полномочий, делегированных парламенту Шотландии, а следует принципу «разрешено то, что не запрещено»: парламент Шотландии обладает полномочиями принимать законы, касающиеся любых сфер жизнедеятельности Шотландии, кроме тех, которые остаются исключительно в пределах полномочий парламента Великобритании. Сферы исключительной законодательной деятельности включают:
- сам Акт о Шотландии,
- вопросы престолонаследия,
- внешнюю политику,
- оборону и безопасность,
- государственную службу,
- налоговую, кредитно-денежную и экономическую политику,
- финансовое и антимонопольное регулирование,
- регулирование транспорта и энергетики,
- иммиграционную политику,
- регулирование деятельности политических партий,
- выборы в парламент Соединённого Королевства и в Европарламент,
- некоторые области юриспруденции и правосудия,

а также некоторые другие вопросы. Шотландский парламент имеет право менять ставку подоходного налога в пределах ±3 %. Принятые шотландским парламентом законы должны получить королевское одобрение. Акт устанавливает процедуру изменения объёма полномочий шотландского парламента по согласованию между обоими парламентами путём принятия решения Тайного совета.
Акт назначает конечным арбитром спорных вопросах о компетенции шотландского парламента юридический комитет Тайного совета (с 2015 года - Верховный Суд Великобритании).
Как демократически избранный орган, парламент Шотландии во взаимоотношениях с Евросоюзом может сыграть определённую роль в трех основных направлениях:
- он может контролировать деятельность исполнительной власти Шотландии по взаимодействию с Евросоюзом, для того, чтобы обеспечить соблюдение интересов Шотландии как части Великобритании при обсуждении проектов европейского законодательства;
- парламент Шотландии может следить за тем, чтобы исполнительная власть Шотландии должным образом и в установленные сроки исполняла европейское законодательство (невыполнение обязательств перед ЕС может привести к финансовым санкциям);
- он может пытаться повлиять на политику и законодательство Евросоюза, своевременно определив возможные последствия принятия тех или иных законов для Шотландии, налаживая связи с основными европейскими организациями, вовлеченными в процесс законотворчества.[8]

По результатам Референдума о членстве Великобритании в ЕС, прошедшего 23 июня 2016 года, уже 28 июня 2016 года Парламент Шотландии большинством голосов наделил Первого министра Николу Стерджен полномочиями вести прямые переговоры с представителями ЕС по вопросу сохранения статуса Шотландии в ЕС и ЕЭС.
31 декабря 2021 года вступил в силу закон Шотландского парламента о закреплении (продолжении действия) законодательной базы ЕС в домашнем праве Шотландии.

## Шотландская администрация (Шотландское правительство)
Акт о Шотландии 1998 г. также предусматривает создание Шотландской администрации (Scottish Executive) — органа исполнительной власти, переименованного в 2007 году в Правительство Шотландии, а также поста Первого министра. Членами администрации по должности являются генеральный прокурор Шотландии или Лорд-адвокат ( англ., Lord Advocate) и его заместитель — Генеральный стряпчий (англ. Solicitor General). Остальные члены администрации называются шотландскими министрами. Состав Шотландского правительства определяется Первым министром с согласия шотландского парламента и утверждается монархом. Министры должны быть членами парламента. Таким образом, Шотландское правительство представляет собой элемент парламентской демократии. Министры правительства в праве Короны принимают на себя значительную часть полномочий министров правительства Великобритании в отношении Шотландии и её юрисдикции. Некоторая часть обязанностей должна исполняться в рамках процесса деволюции совместно шотландскими и общегосударственными министрами через специальные совещательные, межправительственные органы.

В соответствии с новым Актом о Шотландии 2016 г., государственные органы Шотландии были признаны неотъемлемой частью государственного устройства Великобритании:
"The Scottish Parliament and the Scottish Government are a permanent part of the United Kingdom’s constitutional arrangements." (Part 2A, 63А(1))
Однако, сам термин «администрация» так и укоренился в официальных межправительственных отношениях.

## Соглашение Сьюэла
Акт о Шотландии 1998 г. не ограничивает право парламента Великобритании принимать законы в областях, делегированных парламенту Шотландии. Однако на практике правительство Великобритании руководствуется так называемым «соглашением Сьюэла» — конституционным обычаем, лишённого какого-либо правового веса.  Соглашение было названо по имени лорда Сьюэла (англ. Lord Sewel), предложившего механизм решения Западного Лотианского вопроса 21 июля 1998 г., во время обсуждения Билля о Шотландии 1997—1998 гг. (Scotland Bill 1997-98). Согласно этой конституционной традиции, внося в Вестминстере законопроект, затрагивающий компетенцию парламента Шотландии, правительство должно официально запрашивать у Шотландского правительства одобрение последнего. В свою очередь, шотландский парламент имеет право применять «законодательную согласительную процедуру» (англ. Legislative Consent Motions, LCM), ранее называвшуюся «процедурой Сьюэла» (англ. Sewel Motions), которая позволяет членам парламента от Англии, Уэльса, Шотландии и Северной Ирландии голосовать по вопросам, находящимся в их компетенции. Процедура Сьюэла используется также и в том случае, когда Шотландское правительство считает, что какой-либо вопрос следует передать в  парламент Великобритании, и желает добиваться от шотландского парламента согласия на это.
Хотя ссылки на соглашение Сьюэла включены в меморандумы, подписанные правительством Великобритании и Шотландским правительством, а также в официальные документы правительства Великобритании, это соглашение не является частью Актов о Шотландии 1998 и 2016гг. После решения Верховного Суда Великобритании от 24 января 2017 года по вопросу компетенции Правительства Великобритании в инициировании статьи 50 о выходе из ЕС, суд особо подчеркнул, что "конституционные конвенции" (в особенности «традиция/процедура Сьюэла»), управляющие разноуровневыми внутреправительственными отношениями, остаются вне правового поля и, следовательно, не имеют юридической силы в вопросах о разграничении полномочий Парламента Великобритании и соответствующих законодательных органов стран Соединенного Королевства.

## Казус Западного Лотиана
Также в законодательной практике Шотландии и Великобритании существует так называемый западнолотианский вопрос (англ. The West Lothian Question), заключающийся в том, что в Вестминстерском парламенте министры, представляющие Шотландию, могут голосовать по вопросам, касающимся компетенции Англии, а министры, представляющие Англию, не могут голосовать по вопросам Шотландии.
Таким образом, становится возможной ситуация, когда британский парламент может принимать законы, которые будут действовать в Англии, но не в Шотландии, Уэльсе или Северной Ирландии.
Впервые этот вопрос поставил 14 ноября 1977 г. Тэм Диэль (Sir Thomas Dalyell Loch или Tam Dalyell), член парламента от партии лейбористов, избранный в Западном Лотиане — области на юго-востоке Шотландии. Во время обсуждения в британской палате общин перспектив деволюции в Шотландии и Уэльсе, он заявил: «Как долго уважаемые члены палаты от избирательных округов в Англии будут терпеть то, что, … по крайней мере, 119 уважаемых членов палаты из Шотландии, Уэльса и Северной Ирландии оказывая значительную, а, зачастую, вероятно, и решающую роль на политику Англии, сами не будут иметь права принимать решения по тем же вопросам, касающимся Шотландии, Уэльса и Северной Ирландии».
Свою мысль Тэм Диэль проиллюстрировал абсурдностью ситуации, когда член парламента от Западного Лотиана (Шотландия) сможет принимать законы, которые будут действовать в английском городе Блэкберн в графстве Ланкашир, но не будут касаться города Блэкберна, расположенного в его избирательном округе — Западном Лотиане.
Сам термин «западнолотианский вопрос» ввел в оборот член парламента от Ольстерской юнионистской партии Инок Пауэлл (John Enoch Powell), который прокомментировал речь Диэля следующим образом: «Мы, наконец-то, поняли, что уважаемый член палаты от Западного Лотиана имеет в виду. Давайте назовем это западнолотианским вопросом».